# Chris Hadfield
Chris Auston Hadfield (født 29. august 1959) er en tidligere canadisk astronaut, den fjerde person fra Canada i rummet. 
Han har fløjet med to rumfærger (STS-74 og STS-100) og været kommandør på den internationale rumstation, ISS. 
Han er kendt for sine mange eksperimenter i rummet, deltagelse i diverse tv-shows, aktivitet på onlinemedier, såsom YouTube, Twitter og andet, mens han befandt sig i rummet og sine musikalske evner. Han er bl.a. kendt for at være den først mand i rummet til at producere en musikvideo. 
Han drømte fra barn af at blive astronaut, specielt inspireret af månelandingen i 1969, han som barn så på TV. 
Han gik på "High school" i Oakville og Milton, og senere fik han en uddannelse indenfor militæret, hvor han lærte at flyve diverse jetfly og blev testpilot under de pågældende eksperimenter. 